# Menhir de Mentoul
Le menhir de Mentoul, appelé aussi menhir de Saint-Philibert, est un menhir situé sur la commune de Moëlan-sur-Mer, dans le département du Finistère en France.

## Historique
La première description du menhir est due à René-François Le Men, sous le nom de menhir de Saint-Philibert.
Il est classé au titre des monuments historiques par arrêté du 16 août 1973.

## Description
Le menhir est un bloc de granite jaune à gros grains. Il mesure 3,10 m de hauteur pour une largeur à la base de 2 m et une épaisseur moyenne de 1 m mais sa forme est très irrégulière.
Selon Le Men, à la fin du XIXe siècle, les ruines d'une allée couverte étaient encore visibles à peu de distance, dans la lande située de l'autre côté de la route.

## Folklore
Le menhir comporte une protubérance contre laquelle on venait se frotter pour se guérir de la colique, cet usage aurait perduré jusqu'au milieu du XXe siècle. Selon une autre coutume, les jeunes mariés devaient se frotter le ventre contre cette protubérance pour obtenir un garçon si on était un homme et pour rester maîtresse de la maison si on était une femme.